# ویکی‌متن

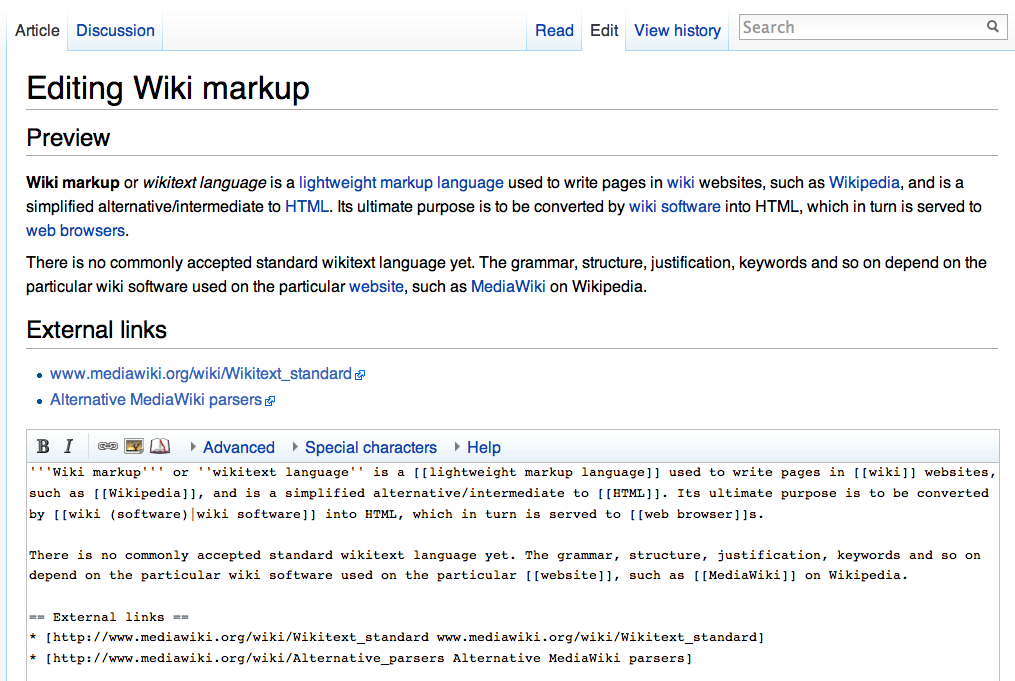
ویکی تکست یا ویکی متن

ویکی‌متن (به انگلیسی: WikiText) یک زبان نشانه‌گذاری مانند اچ‌تی‌ام‌ال است که برای نوشتن صفحات در وب‌گاه‌های ویکی استفاده می‌شود.
استاندارد پذیرفته شده‌ای برای نشانه‌گذاری‌های ویکی‌متن وجود ندارد. گرامر، ساختار، کلمات کلیدی و امکانات ویکی‌متن به نرم‌افزار استفاده‌شده در هر وب‌گاه بستگی دارد.